# Mikuláš Athanasov
Mikuláš Athanasov (Košice, 28 novembre 1930 – Košice, 26 dicembre 2005) è stato un lottatore cecoslovacco, specializzato nella lotta greco-romana.

## Palmarès

### Olimpiadi
- Bronzo a Helsinki 1952 nei pesi leggeri.